# هیرویوکی ناکاجیما
هیرویوکی ناکاجیما (انگلیسی: Hiroyuki Nakajima؛ زادهٔ ۳۱ ژوئیهٔ ۱۹۸۲) بازیکن بیسبال اهل ژاپن است.